# HMS Tanatside (L69)
HMS Tanatside (L69) là một tàu khu trục hộ tống lớp Hunt Kiểu III của Hải quân Hoàng gia Anh Quốc được hạ thủy và nhập biên chế năm 1942. Nó đã hoạt động trong suốt Chiến tranh Thế giới thứ hai cho đến khi chiến tranh kết thúc, rồi được chuyển cho Hy Lạp năm 1946 như là chiếc Adrias (D06) để thay thế cho con tàu cùng tên bị loại bỏ do hư hại nặng trong chiến tranh. Nó được hoàn trả cho Anh năm 1962 và bị tháo dỡ năm 1964.

## Thiết kế và chế tạo
Tanatside được đặt hàng vào ngày 23 tháng 8, 1940 cho hãng Yarrow Shipbuilders tại Scotstoun, Glasgow thuộc Scotland trong Chương trình Chiến tranh Khẩn cấp 1940 và được đặt lườn vào ngày 23 tháng 6, 1941. Kinh phí đóng con tàu được tài trợ bởi các cộng đồng dân cư Tregaron, Aberaeron, New Quay, Aberystwyth và Teifiside. Nó được hạ thủy vào ngày 30 tháng 4, 1942 và nhập biên chế vào tháng 8 năm 1942. Con tàu được cộng đồng dân cư Welsh thuộc hạt Cardiganshire đỡ đầu trong khuôn khổ cuộc vận động gây quỹ Tuần lễ Tàu chiến năm 1942. Tên nó được đặt theo rừng săn cáo Tanatside tại Powys, xứ Wales, và là chiếc tàu chiến duy nhất của Hải quân Anh được đặt cái tên này.

## Lịch sử hoạt động

### 1942
Sau khi hoàn tất chạy thử máy, Tanatside di chuyển đến Scapa Flow vào ngày 4 tháng 9, 1942, nơi nó sẽ gia nhập Hạm đội Nhà và tiếp tục được trang bị hoàn thiện. Vào ngày 26 tháng 10, nó mắc tai nạn va chạm với tàu quét mìn Bramble (J11) và bị hư hại cấu trúc đáng kể, nên phải được sửa chữa tại một xường tàu tư nhân tại Tyne từ ngày 28 tháng 9. Khi rời xưởng tàu vào ngày 28 tháng 10, con tàu đi Scapa Flow trước khi đi đến Plymouth vào tháng 11, nơi nó gia nhập Chi hạm đội Khu trục 15 và làm nhiệm vụ tuần tra và hộ tống vận tải ven biển tại khu vực eo biển Manche và Khu vực Tiếp cận phía Tây, cũng như ngăn chặn tàu bè đối phương vượt phong tỏa. Vào ngày 12 tháng 12, nó được huy động cùng tàu xà lúp Egret (L75) trong hoạt động ngăn chặn tàu chở dầu Germania của Đức; tàu đối phương đã tự đánh đắm khi bị tiếp cận.

### 1943
Tanatside tiếp tục nhiệm vụ tuần tra và hộ tống vận tải ven biển tại khu vực eo biển Manche cho đến ngày 23 tháng 10, 1943, khi nó mắc tai nạn va chạm với chiếc SS Normanville. Những hư hại cấu trúc cho lườn tàu buộc nó phải quay về Xưởng hải quân Hoàng gia Devonport hai ngày sau đó để sửa chữa, công việc kéo dài sang tận đầu năm 1944.

### 1944
Sau khi hoàn tất sửa chữa, Tanatside gia nhập trở lại chi hạm đội và tiếp nối nhiệm vụ tuần tra và hộ tống vận tải. Vào tháng 2, 1944, nó cùng các tàu khu trục chị em Talybont (L18), Brissenden (L79) và Wensleydale (L86) đụng độ với một lực lượng đối phương ngoài khơi Brittany, nơi nó bị hư hại nhẹ bởi hỏa lực của một tàu phóng lôi Đức.
Vào ngày 17 tháng 4, Tanatside cùng với tàu khu trục chị em Melbreak (L73) và các xuồng phóng lôi thuộc Lực lượng Tuần duyên nhẹ đã hỗ trợ cho tàu rải mìn Apollo (M01) trong hoạt động rải mìn nhằm chuẩn bị cho cuộc Đổ bộ Normandy. Một hoạt động tương tự diễn ra hai ngày sau đó khi Tanatside, Melbreak, Wensleydale, HMCS Haida (G63) và Ashanti (F51) hỗ trợ hoạt động rải mìn của Chi hạm đội Xuồng phóng lôi 10 ngoài khơi bờ biển nước Pháp. Đang khi cùng Wensleydale bảo vệ cho một hoạt động rải mìn khác vào ngày 25 tháng 4, nó chịu đựng hỏa lực pháo bờ biển đối phương, nhưng không bị hư hại.
Vào ngày 4 tháng 5, Tanatside cùng với các tàu khu trục chị em cùng chi hạm đội Talybont và Melbreak được phái sang Lực lượng O dưới quyền chỉ huy tạm thời của Hải quân Hoa Kỳ, trực thuộc Lực lượng Đặc nhiệm phía Tây nhằm chuẩn bị cho Chiến dịch Neptune, hoạt động hải quân trong khuôn khổ cuộc Đổ bộ Normandy. Nó tham gia các cuộc thực tập và tổng dượt, rồi tham gia cùng các tàu chiến Hoa Kỳ khác trong thành phần Đội I thuộc Lực lượng O tại Portland. Lực lượng khởi hành vào ngày 5 tháng 6 vượt qua eo biển Manche, và đến ngày D 6 tháng 6 đã có mặt ngoài khơi Bãi Omaha, nơi nó bảo vệ cho các tàu đổ bộ và hỗ trợ cuộc tấn công trên bờ.
Từ ngày 7 đến ngày 16 tháng 6, Tanatside được bố trí cùng Brissenden, Wensleydale, tàu khu trục Beagle (H30), tàu xà lúp Londonderry (U76), tàu frigate Rowley (K560) cùng các tàu frigate của phe Pháp tự do L'Aventure (F707) và L'Escarmouche (F709) trong nhiệm vụ tuần tra ngăn chặn trong khu vực eo biển Manche, chống sự xâm nhập và đánh phá của các tàu phóng lôi E-Boat đối phương. Sau khi Chiến dịch Neptune kết thúc vào ngày 27 tháng 6, nó quay trở lại dưới quyền chi hạm đội, và trải qua một đợt đại tu và nâng cấp tại một xưởng tàu tư nhân ở Bristol; công việc kéo dài từ ngày 12 tháng 7 đến ngày 22 tháng 8.
Từ tháng 9, Tanatside được điều sang Chi hạm đội Khu trục 21 đặt căn cứ tại Sheerness, đảm trách tuần tra và hộ tống vận tải tại Bắc Hải. Vào ngày 16 tháng 12, nó bị hư hại nặng cấu trúc phần trước con tàu sau tai nạn va chạm với tàu frigate Byron (K508), và phải đi đến Xưởng tàu Devonport để sửa chữa.

### 1945
Sau khi việc sửa chữa hoàn tất vào ngày 22 tháng 1, 1945, Tanatside gia nhập trở lại Chi hạm đội Khu trục 21 tại Sheerness và tiếp tục hoạt động tại Bắc Hải. Khi Thế chiến II kết thúc tại Châu Âu vào tháng 5, nó được điều động đến Taranto, Ý để đại tu và nâng cấp trước khi được cử sang hoạt động tại Viễn Đông. Tuy nhiên việc sửa chữa chưa hoàn tất khi Nhật Bản chấp nhận đầu hàng vào tháng 9, và con tàu tiếp tục cho neo đậu tại Malta.

### Adrias(D06)
Con tàu được chuyển cho Hy Lạp vào năm 1946 và phục vụ cùng Hải quân Hoàng gia Hy Lạp như là chiếc Adrias (D06) cho đến khi ngừng hoạt động và hoàn trả cho Anh vào tháng 8, 1962. Nó được tháo dỡ tại một xưởng tàu Hy Lạp vào tháng 1, 1964.